# Chiến dịch Philippines (1944–1945)
Chiến dịch Philippines 1944-1945 hay Trận chiến trên quần đảo Philippines 1944-1945 là một chiến dịch của quân Đồng Minh tiến hành trong Chiến tranh thế giới thứ hai nhằm đánh bại lực lượng Nhật Bản đang chiếm đóng Philippines. Chiến dịch bắt đầu vào ngày 20 tháng 10 năm 1944 và kéo dài cho đến khi chiến tranh kết thúc.

## Lên kế hoạch
Giữa năm 1944, lực lượng Hoa Kỳ đã tiếp cận được Philippines, chỉ còn cách hòn đảo cực nam quần đảo Philippines là Mindanao 300 dặm về hướng Tây Nam. Ở trung tâm Thái Bình Dương quân Đồng Minh lần lượt tiến qua các quần đảo Gilbert, Marshall và Caroline. Tàu sân bay của Mỹ đã sẵn sàng cho các cuộc không kích chống lại quân Nhật chiếm đóng Philippines. Liên quân Úc và Mỹ dưới quyền Tướng Douglas MacArthur, chỉ huy tối cao chiến trường Tây Nam Thái Bình Dương đã cô lập quân Nhật ở Rabaul căn cứ chính trên đảo New Guinea bằng việc chiếm cứ và xây dựng một loạt các căn cứ hải không quân dọc theo chiến trường Tây Nam Thái Bình Dương.
Sau những chiến thắng đạt được ở chiến dịch quần đảo Mariana (Saipan, Tinian, Guam, tháng 6 đến tháng 7-1944), Peleliu thuộc quần đảo Palau (tháng 8 đến tháng 9-1944), và Trận Morotai (15–16 tháng 9-1944), vòng vây quân Đồng Minh ngày càng khép chặt chính quốc Nhật Bản cùng các thuộc địa của nó. Từ quần đảo Mariana, Không quân Mỹ có thể thực hiện các cuộc ném bom vào các hòn đảo thuộc lãnh thổ Nhật Bản lần đầu tiên trong chiến tranh. Mặc dù tình thế thất bại của Nhật quá rõ ràng, nhưng quân Nhật vẫn không cho thấy một dấu hiệu suy sụp tinh thần hay đầu hàng nào.
Một yếu tố không kém phần quan trọng dẫn đến quyết định thực hiện chiến dịch chính làm mối quan hệ mật thiết giữa quần đảo này và người Mỹ kể từ năm 1898. Chính phủ Mỹ đã sẵn sàng cho một ảnh hưởng lâu dài của họ đối với Philippines sau khi chiến tranh kết thúc. Bên cạnh đó người Philippines đã sẵn sàng cho sự trở lại của quân đội Mỹ để giúp nơi đây thoát khỏi sự chiếm đóng của quân Nhật. Sau khi Tướng MacArthur di tản khỏi Philippines tháng 3-1942, quần đảo rơi vào tay quân Nhật. Người Nhật đã thiết lập tại đây một chế độ cai trị hà khắc và buộc nhiều người Philippines phải lao động cưỡng bức. Từ năm 1942 đến 1944, MacArthur đã hỗ trợ phong trào du kích Philippines thông qua các đợt bắn phá bằng không quân và hoạt động phá hoại bằng tàu ngầm, nhằm không để cho quân Nhật có thể tiếp cận được với các khu vực rừng núi nơi quân du kích ẩn nấp chiếm hơn một nửa diện tích quần đảo. Trong khi một bộ phận người Philippines trung thành với người Mỹ, một bộ phận không nhỏ người Philippines khác hi vọng sự giải phóng từ tay Đế quốc Nhật sẽ mang lại một nền hòa bình và tự do thật sự đối với đất nước này.
Ban đầu chính phủ Úc đề nghị một Sư đoàn Thủy quân Lục chiến nước này tham gia vào chiến dịch Philippines. Tướng MacArthur lại gợi ý rằng hai sư đoàn của quân đội Úc tham chiến và hoạt động dưới sự chỉ huy của hai Sư đoàn Thủy quân Lục chiến khác nhau của quân đội Mỹ. Tuy nhiên điều này là không thể chấp nhận được đối với các lãnh đạo Úc, họ muốn quân đội Úc có một vai trò lớn hơn và hoạt động ở một vùng riêng biệt, không chỉ đơn giản là hỗ trợ quân đội Mỹ. Kết quả là quân đội Úc hầu như không đóng một vai trò gì đáng kể trong chiến dịch. Nhưng nhiều đơn vị thuộc Không quân Hoàng gia Úc và Hải quân Hoàng gia Úc đã được huy động để hỗ trợ quân Đồng Minh tại đây.

## Leyte

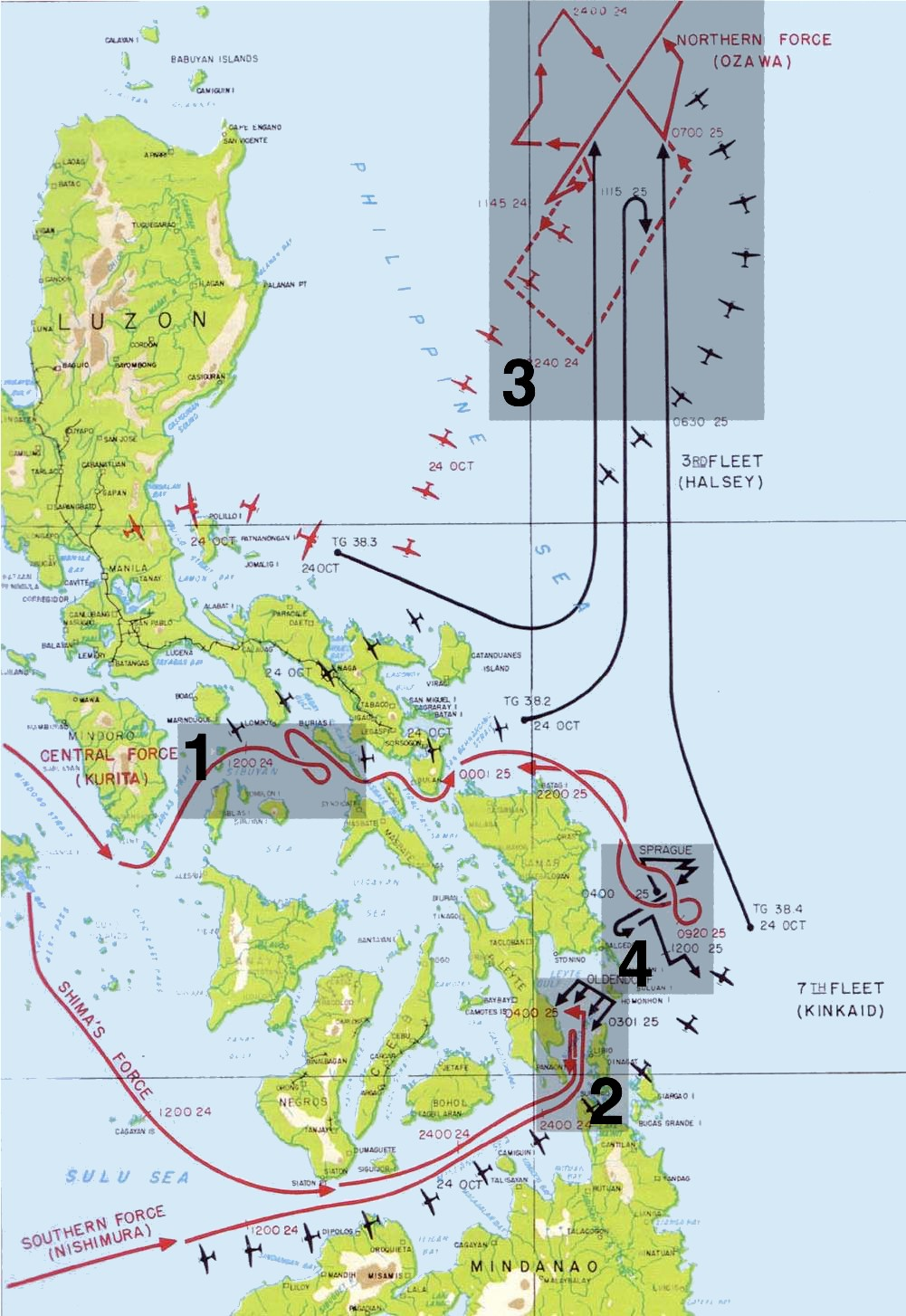
Bốn sự kiện chính diễn ra trong hải chiến vịnh Leyte

Ngày 20 tháng 10-1944, Tập đoàn quân số 6 được yểm trợ bởi các cuộc không kích và bắn phá của không hải quân, đã đổ bộ lên bờ biển phía Đông đảo Leyte, thuộc nhóm đảo Visaya, về phía bắc của đảo Mindanao. Quân Nhật tại đây đã đánh giá sai tương quan lực lượng hai bên khi đã cố gắng đẩy lùi cuộc đổ bộ bằng việc khơi mào cho trận hải chiến tại vịnh Leyte, diễn ra vào ngày 23 đến 26 tháng 10. Chiến thắng quyết định trong trận này đã loại bỏ hoàn toàn sức mạnh Hải quân của Đế quốc Nhật Bản và thúc đẩy cuộc đổ bộ sau đó lên đảo Leyte.
Trong khi Tập đoàn quân số 6 tiếp tục tiến một cách vững chắc từ hướng Đông, quân Nhật gấp rút huy động lực lượng để củng cố khu vực vịnh Ormoc ở mặt Tây hòn đảo. Cùng thời điểm đó nhánh không lực 5 đã sẵn sàng bẻ gãy mọi nỗ lực của quân Nhật tại đây. Những cơn mưa tầm tã cùng với địa hình phức tạp đã khiến cho cuộc hành quân qua hòn đảo Leyte và đảo Samar lân cận về phía Bắc thêm phần khó khăn. Đến ngày 7 tháng 10-1944, các đơn vị quân Mỹ đã đặt chân tới vịnh Ormoc, và sau một trận đọ sức bằng không quân và bộ binh, mọi cố gắng chi viện và tăng cường lực lượng của quân Nhật cho Leyte đều bị bẻ gãy. Mặc dù các trận đánh dữ dội vẫn tiếp diễn vài tháng sau đó, nhưng hòn đảo đã nằm hoàn toàn trong tầm kiểm soát của Tập đoàn quân số 6.

## Luzon

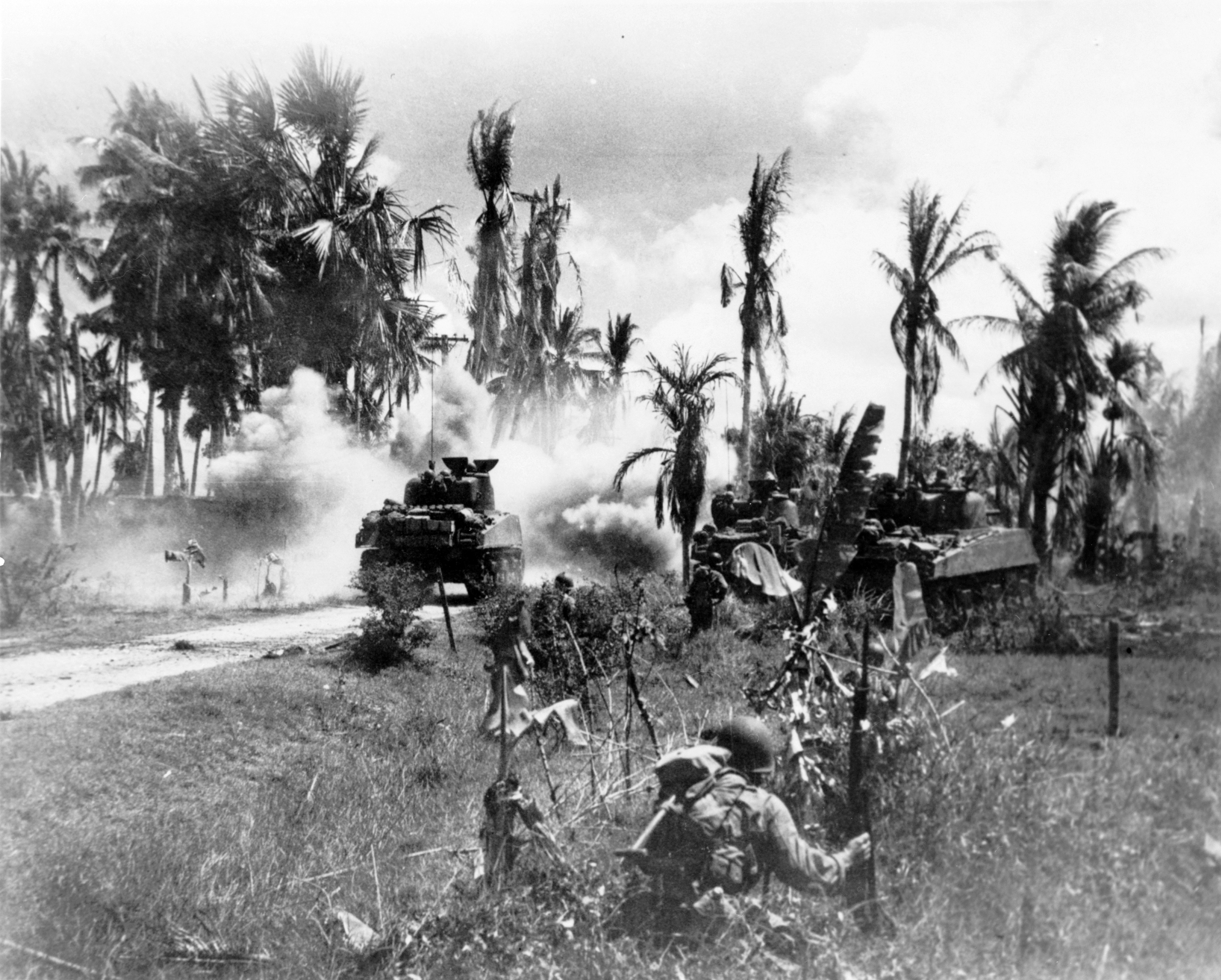
Các binh lính thuộc tiểu đoàn 185, Sư đoàn bộ binh 40, đang di chuyển theo sau một chiếc xe tăng qua các vị trí quân Nhật trên đảo Panay

Vào ngày 15 tháng 12-1944, quân Mỹ thực hiện các cuộc đổ bộ đập tan các vị trí kháng cự rời rạc của quân Nhật phía Nam đảo Mindoro. Tuy nhiên để mở đường cho các cuộc đổ bộ đã được lên kế hoạch trên đảo Luzon là các hoạt động chính của Hải quân Mỹ tại vịnh Lingayen. Ngày 9 tháng 1-1945, tại bãi biển cực Nam vịnh Lingayen phía Đông đảo Luzon, Tướng Krueger chỉ huy Tập đoàn quân số 6 đổ bộ lên đảo với vài đơn vị của ông. Nối tiếp nhóm tiền tiêu này là 175.000 quân Mỹ đặt chân lên hòn đảo vài ngày sau. Với sự yểm trợ tích cực của Không quân, các đơn vị bộ binh nhanh chóng tiến sâu vào trong đất liền và chiếm lấy căn cứ Clark, cách Manila 40 dặm về phía Tây Bắc, trong vòng một tuần cuối tháng giêng.
Theo sau đó, hai cánh quân Mỹ tiến lên đảo, một có nhiệm vụ cô lập bán đảo Bataan với phần còn lại của đảo, và cánh thứ hai bao gồm cả binh chủng lính dù tiến vào phía Nam Manila. Hai cánh quân hình thành thế gọng kiềm bao vây thành phố. Ngày 3 tháng 3-1945, các đơn vị thuộc Sư đoàn Kỵ binh số 1 tiếp cận được vùng ngoại vi phía Bắc Manila và Sư đoàn Kỵ binh số 8 đã đơn độc tiến vào thành phố từ hướng Bắc.
Khi vòng vây đối với thành phố Manila ngày càng khép chặt, bán đảo Bataan nhanh chóng bị quân Mỹ chiếm giữ. Ngày 16 tháng 2, các đơn vị lính dù và tàu đổ bộ tiếp cận đảo Corregidor và dẹp tan mọi sự chống trả của quân Nhật tại đây vào ngày 27 tháng 2.
Mặc cho những bước tiến khả quan ban đầu, các cuộc đụng độ tiếp theo ở Manila diễn ra ác liệt. Phải đến ngày 3 tháng 3, quân Mỹ mới quét sạch tất cả quân Nhật trong thành phố. Tuy nhiên quân Nhật tại pháo đài Drum, một căn cứ vững chắc nằm trên một hòn đảo trong vịnh Manila gần Corregidor kháng cự cho đến ngày 13 tháng 4, khi mà một toán lính bí mật đổ bộ lên đảo và thiêu rụi pháo đài với 3000 gallon nhiên liệu diesel. Không một lính Nhật nào sống sót sau đó.
Tổng cộng, có 10 Sư đoàn và 5 Trung đoàn hoạt động độc lập tham gia vào chiến dịch lớn nhất trên mặt trận Thái Bình Dương. Lực lượng được huy động tại đây nhiều hơn bất kỳ một lực lượng nào ở các chiến trường Bắc Phi, Ý, hay miền Nam nước Pháp.

## Kết thúc chiến dịch
Chiến dịch chiếm lại đảo Palawan nằm giữa đảo Borneo và Mindoro, là hòn đảo lớn nhất nằm ở cực Tây quần đảo Philippines, diễn ra vào ngày 28 tháng 2 mở màng bằng đợt đổ bộ của Tập đoàn quân số 8 lên đảo Puerto Princesa. Quân Nhật tránh các cuộc đối đầu trực tiếp trên đảo Palawan, do vậy việc loại bỏ các công sự của Nhật tại đây kéo dài đến cuối tháng 4. Cũng giống như nhiều nơi khác, quân Nhật đã áp dụng chiến thuật rút vào rừng núi và phân tán thành từng nhóm nhỏ để thực hiện chiến tranh du kích. Trong suốt các chiến dịch trên quần đảo Philippines, lực lượng Mỹ đã được người Philippines giúp kêu gọi sự đầu hàng từ các lính Nhật ẩn núp trong rừng cho đến người lính cuối cùng là Hiro Onoda hạ vũ khí vào ngày 10 tháng 3-1974.
Tập đoàn quân số 8 sau đó thực hiện cuộc đổ bộ đầu tiên lên đảo Mindanao, hòn đảo lớn cuối cùng còn nằm trong tay quân Nhật (17 tháng 4). Sự kiện này là nối tiếp của các trận đổ bộ lên Panay, Cebu, Negros và vài hòn đảo khác thuộc quần đảo Sulu. Sau đó nơi đây được dùng làm căn cứ cho các nhánh không lực số 5 và 13 trong các nhiệm vụ ở Philippines và Biển Đông.
Tiếp sau tập đoàn quân số 8 diễn ra vài cuộc đổ bộ của các đơn vị khác lên Mindanao, trong khi đó quân Mỹ tiến một cách vững chắc trước sự chống trả bền bỉ của quân Nhật. Đến cuối tháng 6, chiến sự chỉ còn tập trung vào những căn cứ cô lập bên trong đảo Mindanao, Luzon và chỉ kết thúc khi quân Nhật đầu hàng vào ngày 2 tháng 9-1945.

## Thương vong

### Quân đội Hoa Kỳ
| Địa điểm                                  | Chết   | Bị thương | Tổng số | Chú thích |
| Leyte                                     | 3.593  | 11.991    | 15.584  | [ 3 ]     |
| Luzon                                     | 8.310  | 29.560    | 37.870  | [ 4 ]     |
| Trung tâm và cực Nam quần đảo Philippines | 2.070  | 6.990     | 9.060   | [ 4 ]     |
| Tổng số                                   | 13.973 | 48.541    | 62.514  |           |

### Đồng Minh
- Australia
- Thịnh vượng chung Philippines

### Nhật Bản
| Địa điểm                                  | Chết    | Bị bắt | Tổng số | Chú thích |
| Leyte                                     | 80.557  | 828    | 81.385  | [ 5 ]     |
| Luzon                                     | 205.535 | 9.050  | 214.585 | [ 6 ]     |
| Trung tâm và cực Nam quần đảo Philippines | 50.260  | 2.695  | 52.955  | [ 4 ]     |
| Tổng số                                   | 336.352 | 12.573 | 348.925 |           |